# Serock (gmina w województwie bydgoskim)

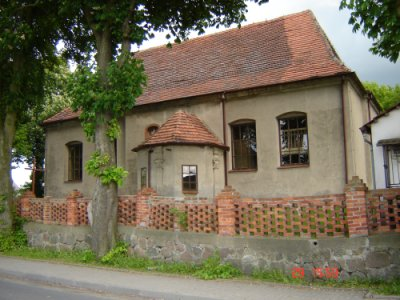
Kościół w Serocku

Serock – dawna gmina wiejska istniejąca w latach 1934–1954 i 1973–1976 w woj. pomorskim/bydgoskim (dzisiejsze woj. kujawsko-pomorskie). Siedzibą władz gminy był Serock.
Gmina zbiorowa Serock została utworzona 1 sierpnia 1934 roku w powiecie świeckim w woj. pomorskim z dotychczasowych jednostkowych gmin wiejskich: Brzeźno, Łowinek (główna część), Nowy Jasiniec, Stary Jasiniec i Serock (oraz z obszarów dworskich położonych na tych terenach lecz nie wchodzących w skład gmin). 
Po wojnie gmina zachowała przynależność administracyjną. 6 lipca 1950 roku zmieniono nazwę woj. pomorskiego na bydgoskie. Według stanu z dnia 1 lipca 1952 roku gmina składała się z 5 gromad: Brzeźno, Łowinek, Nowy Jasiniec, Serock i Stary Jasiniec. Gmina została zniesiona 29 września 1954 roku wraz z reformą wprowadzającą gromady w miejsce gmin.
Gminę Serock przywrócono w powiecie bydgoskim w woj. bydgoskim, wraz z reaktywowaniem gmin z dniem 1 stycznia 1973 roku. 1 czerwca 1975 roku gmina znalazła się w nowo utworzonym ("małym") woj. bydgoskim.
15 stycznia 1976 roku gmina została zniesiona a jej obszar włączony do gmin:
- Dobrcz (obszary sołectw Stronno, Wudzyn i Wudzynek),
- Koronowo (obszary sołectw Glinki, Nowy Jasiniec i Stary Jasiniec),
- Pruszcz (obszary sołectw Brzeźno, Łowinek i Serock).